# Uszatnik średni
Uszatnik średni (Otus murivorus) – wymarły gatunek ptaka z rodziny puszczykowatych (Strigidae), który występował na wyspie Rodrigues w archipelagu Maskarenów. Został on opisany na podstawie sfosylizowanych szczątków oraz doniesień pierwszych podróżników odwiedzających tę wyspę. Podobnie jak inni maskareńscy przedstawiciele rodzaju Otus żywił się głównie leśnymi ptakami śpiewającymi oraz endemicznymi gatunkami gadów. Otus murivorus wyginął w połowie XVIII wieku w wyniku wprowadzenia grabieżczej gospodarki człowieka na wyspie oraz konkurencji z wprowadzonymi gatunkami ssaków, przede wszystkim szczurami.

## Charakterystyka
Uszatnik średni był dużą sową, u której zauważalny był dymorfizm płciowy. Samce były wielkością zbliżone do dużych okazów sowicy ciemnolicej, natomiast samice wielkością upodabniały się do sowy uszatej. Na głowie znajdowały się dwie kępki piór, które przypominały uszy, podobne do tych jakie posiadają inne sowy z rodzaju Otus. Posiadał także długie, prawie nagie nogi, które przysposabiały do życia na ziemi.

## Synonimy
Ze względu na trudności w określeniu przynależności filogenetycznej O. murivorus, z biegiem lat nadawano mu różne nazwy rodzajowe i gatunkowe. Wynikało to z analizy kości różnych osobników, należących niejednokrotnie do samic i samców tego gatunku.
- Strix murivora Milne-Edwards, 1873
- Carine murivora Günther & E. Newton, 1879
- Bubo leguati (samica) Rothschild, 1907
- Athene murivora (samiec) Rothschild, 1907

## Ekologia

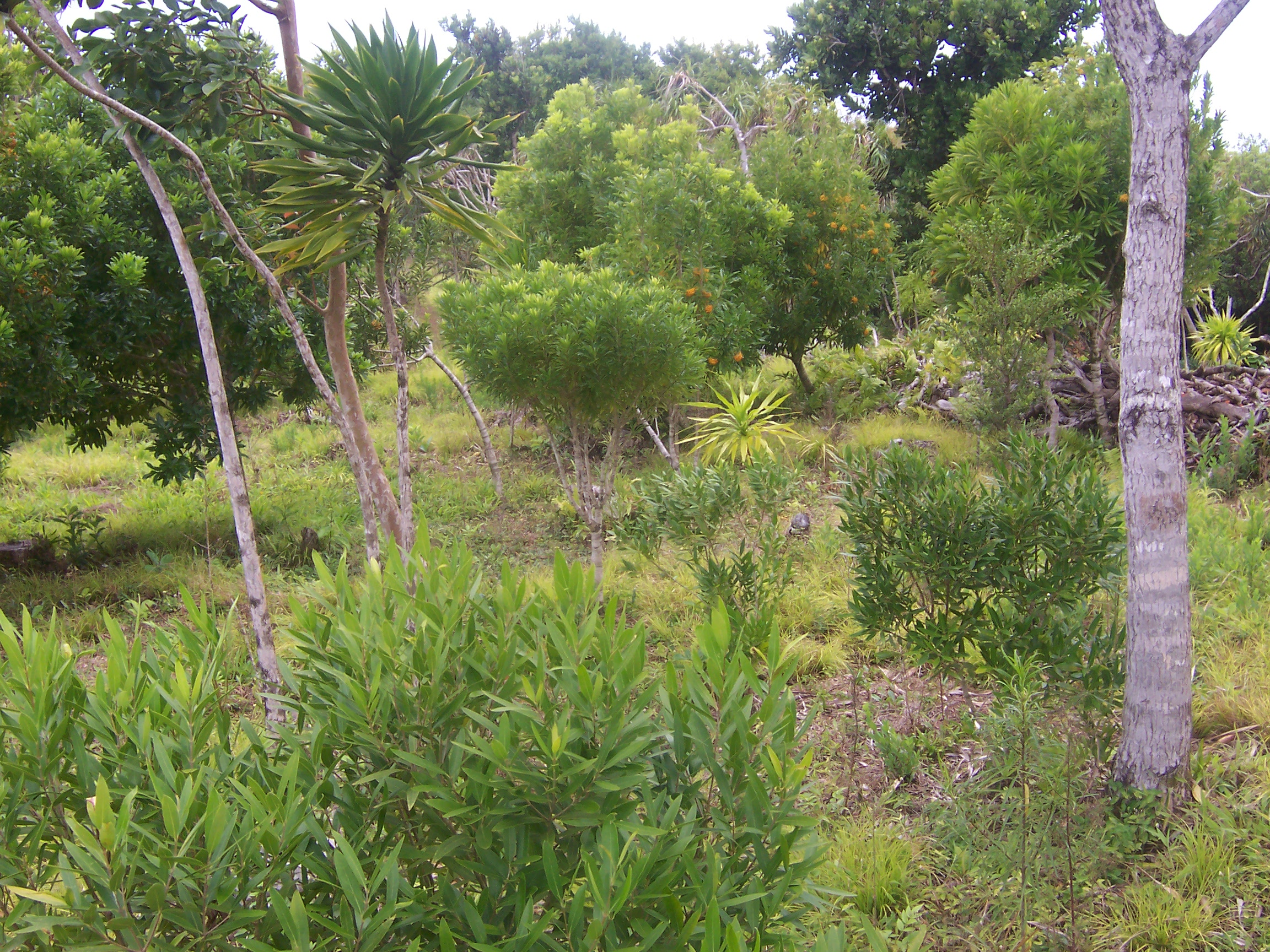
Lasy wyspy Rodrigues, na której występował Otus murivorus

Na podstawie sfosylizowanych kości przedstawiciela O. murivorus  można stwierdzić, że główny ich pokarm stanowiły drobne ptaki śpiewające, ewentualnie endemiczne gatunki gadów z rodzaju felsuma – Phelsuma edwardnewtoni i Phelsuma gigas. Zamieszkiwały najprawdopodobniej gęste lasy porastające Rodrigues. Wskazuje na to ich budowa ciała, tj. krótkie zaokrąglone skrzydła. Ponadto długie i mocne nogi mogły być pomocne podczas poruszania się po ziemi, gdzie ptaki te prawdopodobnie spędzały dużą część swojego życia.

## Rozprzestrzenienie
Doniesienia pierwszych podróżników przebywających na Maskarenach oraz odkryte szczątki O. murivorus  pozwalają domniemywać, że ptaki te występowały jedynie na wyspie Rodrigues. Dwa inne blisko spokrewnione gatunki występowały na sąsiednich wyspach: na wyspie Reunion – Otus grucheti, a na Mauritiusie – Otus sauzieri.

## Wymarcie
Uszatnik średni nie potrafił najprawdopodobniej poradzić sobie ze zmianami wprowadzonymi do środowiska naturalnego przez pierwszych ludzkich osadników. Ponadto na wyspie bardzo szybko rozwinęła się duża populacja szczurów, które uniemożliwiały im rozmnażanie. Ptaki te bowiem zakładały gniazda na ziemi, gdzie jaja były narażone na rabunek ze strony drapieżników naziemnych. Ostatnią relacją z obecności tych sów na wyspie są zapiski Tafforeta z 1726 roku. Astronom Alexandre Guy Pingré, który przebywał na wyspie w 1761 roku w celu obserwacji tranzytu Wenus, nie wspomniał nic o obecności sów, tak więc uszatnik średni przypuszczalnie wymarł pomiędzy 1726 a 1761 rokiem.